# Сагрія
Саґрія́ — район (кумарка) Каталонії (кат. Segrià). Столиця району — м. Льєйда (кат. Lleida, ісп. Lérida).

## Фото

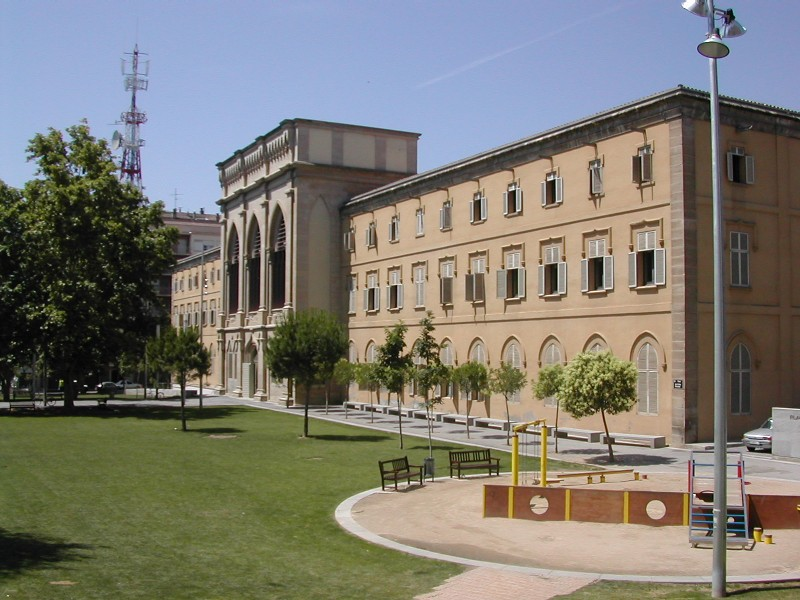
Університет Лєйди
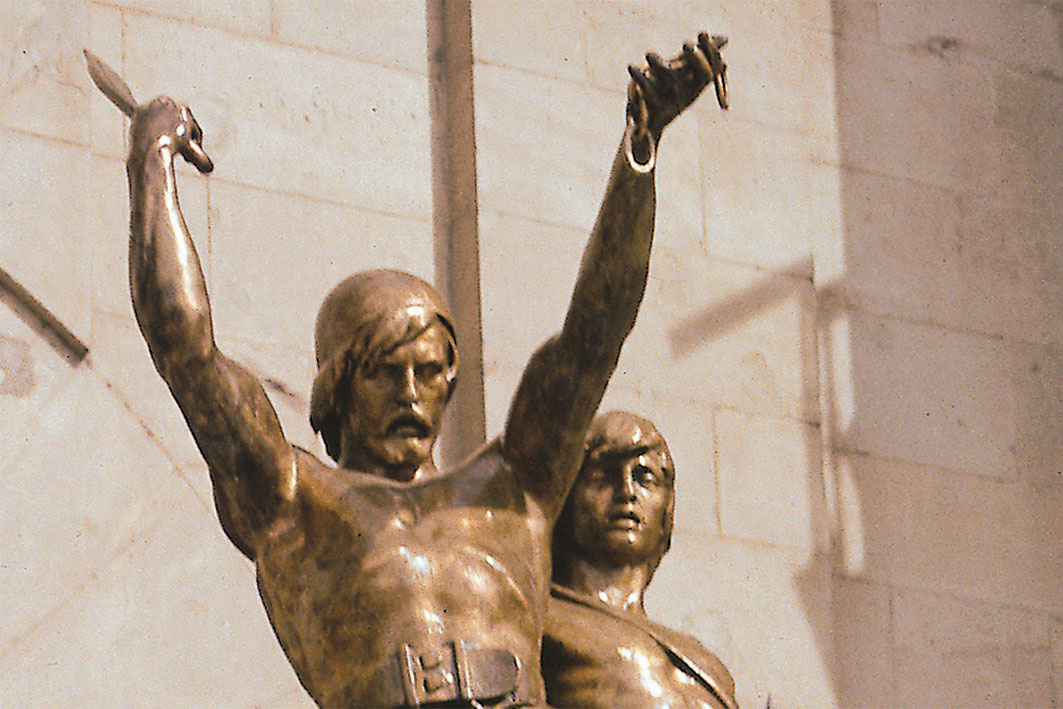
Пам'ятник Індібілу та Мандоні

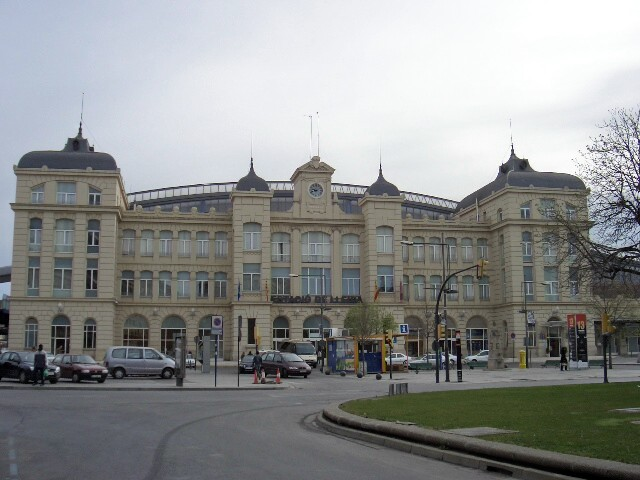
Залізнична станція Лєйда-Піренеї у м. Лєйда
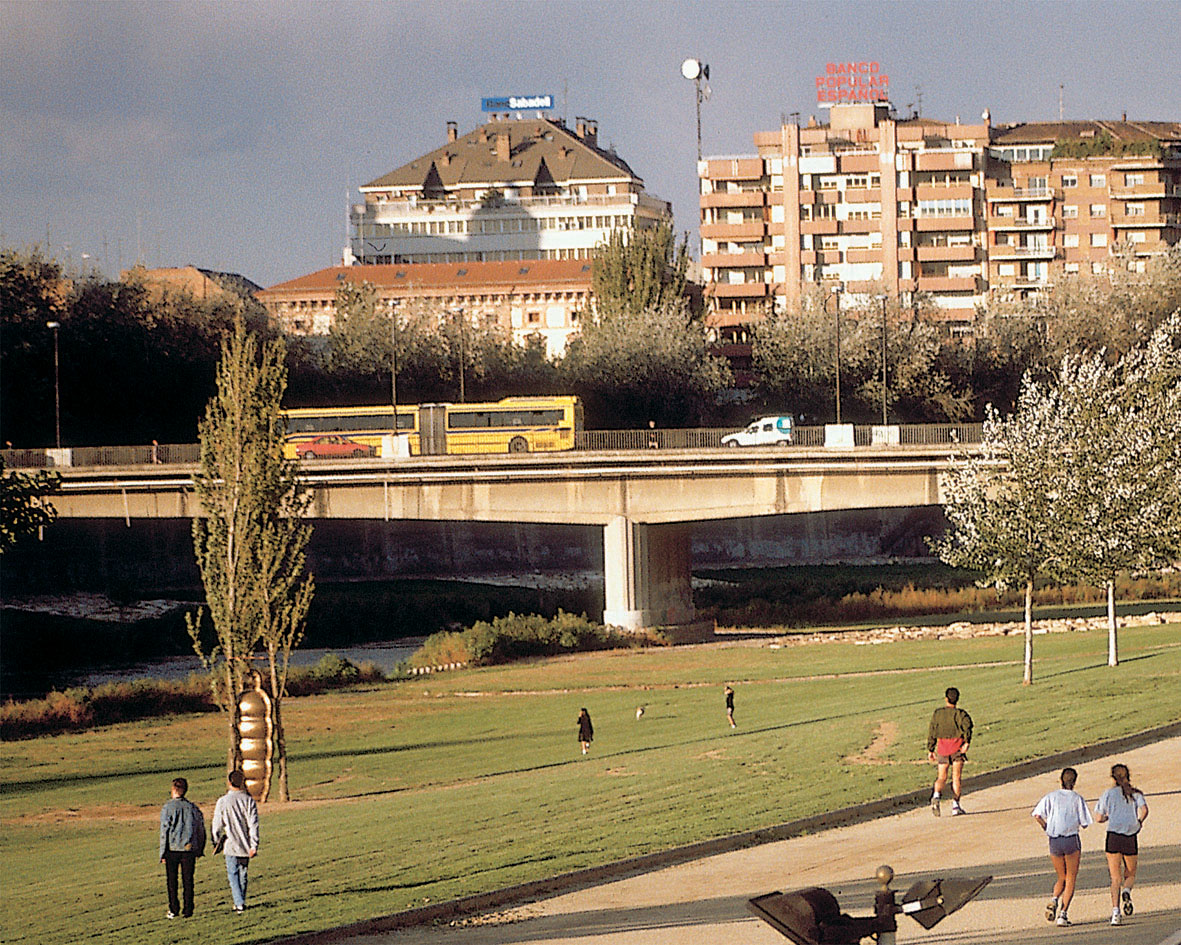
Вид на Лєйду з р. Сеґра

## Муніципалітети
- Айтона (кат. Aitona) — населення 2.322 особи;
- Албатаррак (кат. Albatàrrec) — населення 1.444 особи;
- Алґайра (кат. Alguaire) — населення 3.023 особи;
- Алкано (кат. Alcanó) — населення 251 особа;
- Алкаррас (кат. Alcarràs) — населення 5.241 особа;
- Алкуледжа (кат. Alcoletge) — населення 2.093 особи;
- Алмана (кат. Almenar) — населення 3.599 осіб;
- Алмаселяс (кат. Almacelles) — населення 6.056 осіб;
- Алматрет (кат. Almatret) — населення 450 осіб;
- Алпікат (кат. Alpicat) — населення 4.984 особи;
- Алс-Аламус (кат. Alamús, els) — населення 734 особи;
- Алфаррас (кат. Alfarràs) — населення 3.260 осіб;
- Алфес (кат. Alfés) — населення 318 осіб;
- Артеза-да-Льєйда (кат. Artesa de Lleida) — населення 1.414 осіб;
- Аспа (кат. Aspa) — населення 263 особи;
- Банабен-да-Саґрія (кат. Benavent de Segrià) — населення 1.217 осіб;
- Біланоба-да-ла-Барка (кат. Vilanova de la Barca) — населення 1.050 осіб;
- Біланоба-да-Саґрія (кат. Vilanova de Segrià) — населення 806 осіб;
- Жіманельш-і-ал-Пла-да-ла-Фон (кат. Gimenells i el Pla de la Font) — населення 1.110 осіб;
- Курбінс (кат. Corbins) — населення 1.311 осіб;
- Ла-Ґранжа-д'Аскарп (кат. Granja d'Escarp, la) — населення 1.056 осіб;
- Ла-Пуртеля (кат. Portella, la) — населення 815 осіб;
- Льєйда (кат. Lleida) — населення 124.709 осіб;
- Лярдаканс (кат. Llardecans) — населення 570 осіб;
- Майалс (кат. Maials) — населення 961 особа;
- Масалкуреч (кат. Massalcoreig) — населення 625 осіб;
- Монтуліу-да-Льєйда (кат. Montoliu de Lleida) — населення 491 особа;
- Пуйберт-да-Льєйда (кат. Puigverd de Lleida) — населення 1.195 осіб;
- Русальо (кат. Rosselló) — населення 2.268 осіб;
- Серос (кат. Seròs) — населення 1.900 осіб;
- Саррока-да-Льєйда (кат. Sarroca de Lleida) — населення 430 осіб;
- Созас (кат. Soses) — населення 1.635 осіб;
- Суданель (кат. Sudanell) — населення 762 особи;
- Суньє (кат. Sunyer) — населення 284 особи;
- Торрабесас (кат. Torrebesses) — населення 297 осіб;
- Торра-сарона (кат. Torre-serona) — населення 353 особи;
- Торрас-да-Сеґра (кат. Torres de Segre) — населення 2.007 осіб;
- Торрафаррера (кат. Torrefarrera) — населення 2.650 осіб.